# Чохский сельсовет
Чохский сельсовет  — административно-территориальная единица и муниципальное образование со статусом сельского поселения в Гунибском районе Дагестана Российской Федерации.
Административный центр — село Чох.

## Население
| 2002  | 2010  | 2012  | 2013  | 2014  | 2015  | 2016  |
| ----- | ----- | ----- | ----- | ----- | ----- | ----- |
| 3423  | ↗3967 | ↘3947 | ↘3919 | ↗3924 | ↗3928 | ↗3958 |
| 2017  | 2018  | 2019  | 2020  | 2021  | 2023  | 2024  |
| ↘3941 | ↘3935 | ↘3929 | ↘3928 | ↗4179 | ↗4196 | ↗4201 |
| 2025  |       |       |       |       |       |       |
| ↘4199 |       |       |       |       |       |       |

## Состав
| № | Населённый пункт | Тип населённого пункта       | Население |
| - | ---------------- | ---------------------------- | --------- |
| 1 | Гамсутль         | село                         | ↗20       |
| 2 | Коммуна          | село                         | ↗827      |
| 3 | Чох              | село, административный центр | ↗3332     |